# Silurichthys
Silurichthys is een geslacht van straalvinnige vissen uit de familie van de echte meervallen (Siluridae).

## Soorten
- Silurichthys citatus Ng & Kottelat, 1997
- Silurichthys gibbiceps Ng & Ng, 1998
- Silurichthys hasseltii Bleeker, 1858
- Silurichthys indragiriensis Volz, 1904
- Silurichthys ligneolus Ng & Tan, 2011
- Silurichthys marmoratus Ng & Ng, 1998
- Silurichthys phaiosoma (Bleeker, 1851)
- Silurichthys sanguineus Roberts, 1989
- Silurichthys schneideri Volz, 1904